# Букуш
Букуш (порт. Bucos)  —  район (фрегезия) в Португалии,  входит в округ Брага. Является составной частью муниципалитета  Кабесейраш-де-Башту. Находится в составе крупной городской агломерации Большое Минью. По старому административному делению входил в провинцию Минью. Входит в экономико-статистический  субрегион Аве, который входит в Северный регион. Население составляет 615 человек на 2001 год. Занимает площадь 17,10 км².